# 최인창
최인창(1990년 4월 11일 ~ )은 대한민국의 축구 선수이며 포지션은 공격수이다.

## 축구인 경력

### 선수 경력
최인창은 포항제철중학교, 포항제철공업고등학교를 거쳐 2009 K리그 드래프트에서 포항 스틸러스의 우선지명을 받은 뒤 한양대학교에 진학하였다. 하지만 이후 우선지명이 철회되고, 2013 K리그 드래프트에서 창단팀 우선지명으로 부천 FC에 지명되어 부천 FC에 입단하였다.
2013년 10월 26일 열린 고양과의 경기에서 종료 직전인 후반 48분, 패색이 짙었던 팀을 위기에서 구해내는 동점골을 성공시키며 프로 데뷔 6경기 만에 데뷔골을 기록하였다.
2015년 내셔널리그의 경주 한수원으로 이적하였고, 11경기에 나서 3골 3도움을 기록하며 팀의 내셔널리그 2015 준우승에 공헌하였다.
2017시즌을 앞두고 창원시청 축구단에 입단했다.
2018시즌을 앞두고 경주시민축구단으로 이적했다.(공익근무요원 군복무)
경주시민축구단 K3리그 통합우승에 공헌했다
2020시즌을 앞두고 K3리그의 전주시민축구단에 입단했다.

## 플레이 스타일
큰 신장을 활용하여 공격에 참여하는 스타일로 같은 장신 스트라이커인 김신욱 선수가 롤모델이라고 과거 밝혔었다. 그리고 축구관계자들의 말에 의하면 큰 신장에도 발 밑 기술 하나는 최상이라고 정평이 나있다